# Severnajabocht
De Severnajabocht (Russisch: бухта Северная; "noordelijke bocht") is een bocht van de Slavjanskibaai, die als onderdeel van de Amoerbaai behoort tot de Baai van Peter de Grote van de Japanse Zee.
De baai bevindt zich, zoals de naam al aangeeft, in het noordelijk deel van de Slavjanskibaai en snijdt zich hier in de kust tussen Kaap Maltsev en het zuidwestelijkste punt van het schiereiland Jankovskogo, ongeveer 1,5 mijl ten noordoosten van de eerder genoemde kaap. De zuidelijke oever van de Severnajabocht loopt sterk af en vormt lokaal een kleine schoorwal. De westelijke oever is eveneens laag en bevat zand- en kiezelstranden. Achter dit strand ligt een ruige vlakte, die overgroeid is met gras en op plekken met struiken.
De heuvel Maj-Boroda (82,7 meter) steekt uit in de baai vanaf de westzijde en de noordoostelijke rotsige helling ervan draagt de naam Kaap Sjtsjelkoenova. Ten noorden ervan stroomt de rivier de Broesja in de bocht. De noordelijke kust is eveneens laag en is bedekt met duinen. Een dikke laag algen wordt hier door golven afgezet op het strand. De noordoostelijke kust is hoger en rotsachtig en is overgroeid met gras en struikgewas. Aan oostzijde bevindt zich de Minonosokbocht, die van de rest van de bocht wordt gescheiden door een lange landtong, die onder water doorloopt in een zandbank. De bocht varieert in diepte van minder dan 5 meter nabij de kust tot 11 tot 16 meter aan de ingang. De bodem is hoofdzakelijk bedekt met zand.